# Ludwig Schmidt (Politiker)
Ludwig Schmidt (* 3. März 1868 in Breidenbach im Landkreis Marburg-Biedenkopf; † 19. August 1945 ebenda) war ein deutscher Landwirt und  Mitglied des Provinziallandtages der Provinz Hessen-Nassau.

## Leben
Ludwig Schmidt war ein Sohn des Landwirts Georg Schmidt (1834–1868) und dessen Ehefrau Elisabetha Schmidt (1837–1905). In seinem Heimatort übernahm er die väterliche Landwirtschaft und war bis 1933/1934 Vorsitzender der Kreisbauernschaft Biedenkopf und Mitglied des Kuratoriums der dortigen Landwirtschaftsschule.
In den 1920er Jahren war er als erster stellvertretender Vorstandsvorsitzender der Landwirtschaftskammer (Regierungsbezirk Wiesbaden) deren Vertreter im Deutschen Landwirtschaftsrat und in der Preußischen Hauptlandwirtschaftskammer.
Als Mitglied der Christlich-Nationalen
Bauern- und Landvolkpartei erhielt er 1926 für den Kreis Biedenkopf ein Mandat für den Nassauischen Kommunallandtag bzw. für den Provinziallandtag der Provinz Hessen-Nassau. und blieb bis 1932 in den Parlamenten, wo er Sitz und Stimme im Bau-, Wahlprüfungs-, Beamten- und Eingabenausschuss hatte.  
In den Jahren von 1926 bis 1929 war er stellvertretendes Mitglied des Landesausschusses und gehörte zur Hessen-nassauischen Arbeitsgemeinschaft Stadt und Land. 
1933 kandidierte er ohne Erfolg für die Kampffront Schwarz-Weiß-Rot um einen Sitz im Landtag. 